# Masu'ot Jicchak
Masu'ot Jicchak (hebrejsky מַשּׂוּאוֹת יִצְחָק‎, doslova „Jicchakova strážná světla“, v oficiálním přepisu do angličtiny Massu'ot Yizhaq, přepisováno též Masu'ot Yitzhak) je vesnice typu mošav v Izraeli, v Jižním distriktu, v Oblastní radě Šafir.

## Geografie
Leží v nadmořské výšce 66 metrů v pobřežní nížině, v regionu Šefela. Východně od osady protéká vodní tok Lachiš, do kterého tu zleva ústí vádí Nachal Guvrin.
Obec se nachází 10 kilometrů od břehu Středozemního moře, cca 42 kilometrů jižně od centra Tel Avivu, cca 52 kilometrů jihozápadně od historického jádra Jeruzalému a 6 kilometrů jihozápadně od města Kirjat Mal'achi. Masu'ot Jicchak obývají Židé, přičemž osídlení v tomto regionu je etnicky převážně židovské.
Masu'ot Jicchak je na dopravní síť napojen pomocí dálnice číslo 3.

## Dějiny

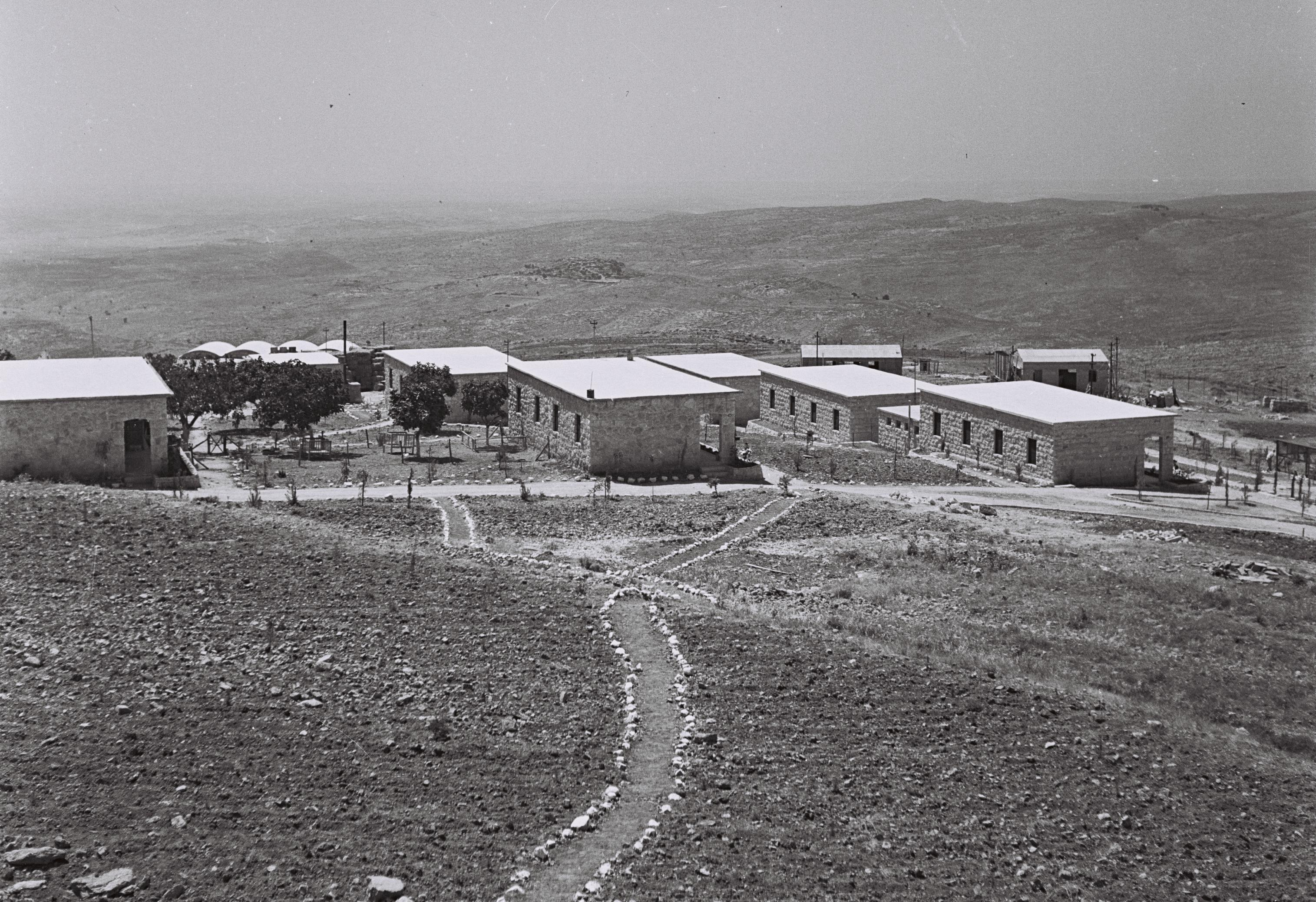
Původní vesnice Masu'ot Jicchak v Guš Ecion roku 1947.

Masu'ot Jicchak byl založen v roce 1949. Původně ale tato osada vznikla již roku 1945, a to v hornatém regionu Guš Ecion, jižně od Jeruzaléma, kde se utvořil blok čtyř židovských osad. Jejími zakladateli byli Židé z Československa, Německa a Maďarska, kteří přežili holokaust. Během války za nezávislost v roce 1948 byly ale tyto vesnice dobyty arabskými jednotkami a jejich obyvatelé zajati jordánskými silami. Obránci Masu'ot Jicchak (společně s osadníky z Revadim a Ejn Curim ) kapitulovali 14. května 1948 a složili zbraně do rukou vítězné Arabské legie.
Po konci války se osadníci ze zajetí vrátili a roku 1949 založili v nynější lokalitě novou vesnici. Roku 1952 byl stávající kibuc Masu'ot Jicchak proměněn na mošav.
Obec je pojmenována podle rabína Jicchaka ha-Levi Herzoga. Místní ekonomika je založena na zemědělství a průmyslu. Probíhá stavební expanze (138 nových bytových jednotek).

## Demografie
Podle údajů z roku 2014 tvořili naprostou většinu obyvatel v Masu'ot Jicchak Židé (včetně statistické kategorie "ostatní", která zahrnuje nearabské obyvatele židovského původu ale bez formální příslušnosti k židovskému náboženství).
Jde o menší obec vesnického typu s dlouhodobě rostoucí populací. K 31. prosinci 2014 zde žilo 695 lidí. Během roku 2014 populace klesla o 1,0 %.
| Rok            | 1961 | 1972 | 1983 | 1995 | 2001 | 2003 | 2004 | 2005 | 2006 | 2007 | 2008 | 2009 | 2010 | 2011 | 2012 | 2013 | 2014 |
| -------------- | ---- | ---- | ---- | ---- | ---- | ---- | ---- | ---- | ---- | ---- | ---- | ---- | ---- | ---- | ---- | ---- | ---- |
| Počet obyvatel | 338  | 384  | 481  | 530  | 529  | 541  | 539  | 552  | 549  | 573  | 583  | 635  | 646  | 672  | 687  | 702  | 695  |